# A Girl and Two Boys
Pour plus de détails, voir Fiche technique et Distribution.
A Girl and Two Boys (littéralement : Une Fille et deux garçons) est un film muet américain réalisé par Frank Cooley, sorti en 1915.

## Fiche technique
- Titre : A Girl and Two Boys
- Réalisation : Frank Cooley
- Scénario : Webster Campbell
- Producteur :
- Société de production : American Film Manufacturing Company
- Société de distribution : Mutual Film
- Pays de production :  États-Unis
- Langue : Anglais
- Métrage : 600 m
- Format : Noir et blanc — 35 mm — 1,33:1 — Muet
- Genre : Film dramatique
- Durée : 20 minutes
- Date de sortie : 
  - États-Unis : 19 janvier 1915

## Distribution
- Virginia Kirtley : Marion Carroll
- Joe Harris : Jim Collins
- Webster Campbell : Billy Wilson